# 亞歷山大·博特勒
亞歷山大·羅賓遜·博特勒（英語：Alexander Robinson Boteler；1815年5月16日—1892年5月8日），是一名十九世紀的美國維吉尼亞州政治人物。

## 早期生活與教育
博特勒在維吉尼亞州傑佛遜縣（今屬於西維吉尼亞州）出生，1835年在普林斯顿學院畢業，之後從事農業和文學創作。

## 事業
1858年他以反對黨黨籍進入美國眾議院，任期自1859年到1861年。南北战争爆發後，他加入聯邦軍，並成為石牆傑克森將軍的下屬。他在維吉尼亞公約中獲挑選為美利堅聯盟國臨時國會代表，其後在1861年以民主黨黨籍身份當選為美利堅聯盟國眾議院維吉尼亞州第十國會選區代表議員，任期自1862年到1864年。戰爭結束後，博特勒在1876年被任命為百週年委員會成員；不久又獲美國總統切斯特·艾伦·阿瑟提名擔任美国国际贸易委员会委員，並得司法部長本傑明·H·布魯斯特聘用在司法部擔任赦免文員。
1892年5月8日博特勒於西維吉尼亞州傑佛遜縣逝世，與妻子海倫·斯托克頓·博特勒葬於謝潑茲敦榆樹公墓（Elmwood Cemetery）。